# Dyce
Dyce is een voorstad van Aberdeen in Schotland, gelegen aan de rivier de Don. Te Dyce is Aberdeen Airport gevestigd, met daarbij een helikopterhaven.
Dyce heeft een treinstation aan de spoorlijn tussen Aberdeen en Inverness, station Dyce.

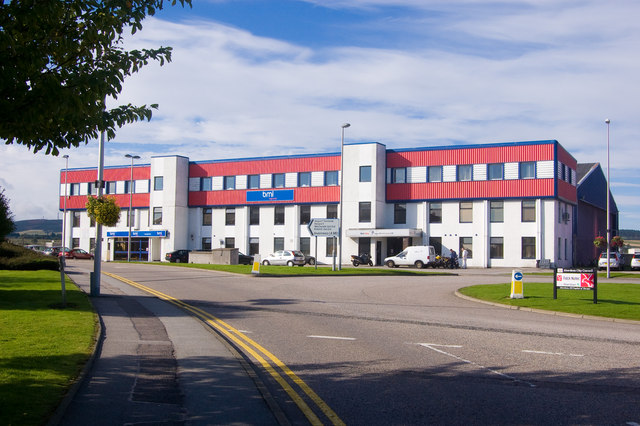
Kantoorgebouw